# Vincenzo Alberto Annese
Vincenzo Alberto Annese (ur. 22 września 1984 w Bisceglie) – włoski piłkarz występujący na pozycji pomocnika, trener piłkarski.

## Życiorys
Jako zawodnik Annese występował w drużynach juniorskich klubów SS Fidelis Andria 1928 i AC Venezia. Następnie grał w kilku zespołach z trzeciej i czwartej ligi włoskiej – kolejno ASD Martina Franca, San Marino Calcio, Noicattaro Calcio, Termoli Calcio, ASD Leonessa Altamura, Virtus Verona i Soccer Atletico Modugno. Ze względu na poważną kontuzję zrezygnował z kariery piłkarskiej w wieku 22 lat.
Ukończył studia licencjackie w dziedzinie nauk o sporcie na Uniwersytecie w Foggii (2006), a następnie magisterskie na Uniwersytecie w Weronie (2008). Ukończył też studia na kierunku wychowania fizycznego na Uniwersytecie im. Aldo Moro w Bari (2014). Brał udział w wielu piłkarskich kursach trenerskich, był pracownikiem akademickim, a także nauczycielem wychowania fizycznego w liceum w Bari. Jest certyfikowanym trenerem personalnym oraz trenerem pływania, był również jednym z ekspertów ds. wychowania fizycznego Włoskiego Narodowego Komitetu Olimpijskiego. Pierwsze szlify jako trener zbierał w kilku drużynach juniorskich w ojczyźnie.
Annese trenował młodzież w lokalnym klubie ASD Molfetta Sportiva 1917 (2010) oraz trzecioligowym AS Andria BAT (2010–2013). Później był trenerem przygotowania fizycznego w sztabie Pasquale Padalino w czwartoligowym Foggia Calcio (2013–2014) oraz przebywał na dwumiesięcznym stażu w angielskim trzecioligowcu Bristol City FC. Kolejne miesiące kariery spędził w krajach bałtyckich – najpierw jako asystent trenera Marco Raginiego w litewskiej Dainavie Olita (2014), następnie był trenerem łotewskiego trzecioligowca JFK Saldus (2014), a wreszcie asystentem Meelisa Rooby w estońskim Paide Linnameeskond (2015).
Następnie Annese udał się do Armenii, by przygotowywać się do licencji trenerskiej UEFA A. Równolegle był asystentem w Banancu Erywań (2015) oraz pracował w Ormiańskim Związku Piłki Nożnej (HFF) jako asystent i trener techniczny w juniorskich reprezentacjach Armenii. W 2015 roku wyrobił licencję UEFA A przy HFF, natomiast w 2016 roku licencję UEFA Pro przy Rosyjskim Związku Piłki Nożnej. Potem powrócił do JFK Saldus, którego poprowadził już w rozgrywkach drugiej ligi łotewskiej. W styczniu 2017 podpisał roczną umowę z klubem Bechem United FC z Ghany, który opuścił już po czterech miesiącach, by zostać szkoleniowcem palestyńskiego Ahli Al-Khaleel. W marcu 2018 objął indonezyjski PSIS Semarang, z którego został zwolniony po pięciu miesiącach, zostawiając drużynę w strefie spadkowej. Następnie prowadził KF Liria z Kosowa, który opuścił w marcu 2019 po czterech meczach z rzędu bez zwycięstwa.
W czerwcu 2019 Annese został selekcjonerem reprezentacji Belize. Poprowadził ją z przeciętnymi wynikami w rozgrywkach Ligi Narodów CONCACAF, notując dwa zwycięstwa: z Saint Kitts i Nevis (1:0) i Gujaną Francuską (2:0) oraz cztery porażki: z Gujaną Francuską (0:3, walkower), Grenadą (1:2), Saint Kitts i Nevis (0:4) i ponownie Grenadą (2:3). Belizeńczycy zajęli trzecie miejsce w grupie i pozostali w dywizji B Ligi Narodów.
W sierpniu 2020 Annese objął indyjską drużynę Gokulam Kerala FC.